# Prima Divisione Sardegna 1949-1950
La Prima Divisione fu il massimo campionato regionale di calcio disputato in Sardegna nella stagione 1949-1950.

## Girone A

### Squadre partecipanti
| Club             | Città                | Stagione precedente |
| ---------------- | -------------------- | ------------------- |
| S.S. Argentiera  | Sassari              |                     |
| U.S. Calangianus | Calangianus (SS)     |                     |
| A.S. Di Trani    | Macomer (NU)         |                     |
| S.E.F. Gallura   | Tempio Pausania (SS) |                     |
| Pol. Ilvarsenal  | La Maddalena (SS)    |                     |
| C.R.A.L. Marina  | La Maddalena (SS)    |                     |
| S.E.F. Nettuno   | Alghero (SS)         |                     |
| U.S. Nuorese     | Nuoro                |                     |
| Pol. Seunis      | Thiesi (SS)          |                     |
| S.E.F. Torres    | Sassari              |                     |

### Classifica finale
|  | Pos. | Squadra         | Pt | G  | V  | N | P  | GF | GS | DR  |
|  | ---- | --------------- | -- | -- | -- | - | -- | -- | -- | --- |
|  | 1.   | Torres          | 25 | 18 | 11 | 3 | 4  | 37 | 18 | +19 |
|  | 2.   | Argentiera      | 24 | 18 | 10 | 4 | 4  | 30 | 13 | +17 |
|  | 3.   | Ilvamaddalena   | 22 | 18 | 7  | 8 | 3  | 38 | 27 | +11 |
|  | 4.   | Seunis          | 21 | 18 | 8  | 5 | 5  | 25 | 23 | +2  |
|  | 5.   | Gallura         | 18 | 18 | 8  | 2 | 8  | 27 | 33 | -6  |
|  | 5.   | Nuorese         | 18 | 18 | 6  | 6 | 6  | 36 | 37 | -1  |
|  | 7.   | Nettuno         | 17 | 18 | 6  | 5 | 7  | 28 | 31 | -3  |
|  | 8.   | C.R.A.L. Marina | 16 | 18 | 6  | 4 | 8  | 40 | 38 | +2  |
|  | 9.   | Di Trani        | 11 | 18 | 2  | 7 | 9  | 22 | 41 | -19 |
|  | 10.  | Calangianus     | 8  | 18 | 3  | 2 | 13 | 26 | 48 | -22 |

Legenda:
      Ammesso alle finali regionali.
Regolamento:
Due punti a vittoria, uno a pareggio, zero a sconfitta.
Pari merito in caso di pari punti e spareggi in caso di pari punti in zona promozione e retrocessione.

## Girone B

### Squadre partecipanti
| Club                                   | Città                    | Stagione precedente |
| -------------------------------------- | ------------------------ | ------------------- |
| G.S. Aeronautica                       | Cagliari                 |                     |
| U.S. Cagliari (B = riserve)            | Cagliari                 |                     |
| G.S. Carbosarda (B = riserve)          | Carbonia (CA)            |                     |
| S.P. Electra                           | Sant'Antioco (CA)        |                     |
| S.S. Ingurtosu                         | Ingurtosu (CA)           |                     |
| A.S. Monreale Italpiombo (B = riserve) | San Gavino Monreale (CA) |                     |
| G.S. Monserrato                        | Monserrato (CA)          |                     |
| U.S. Monteponi (B = riserve)           | Iglesias (CA)            |                     |
| A.C. Az. Montevecchio                  | Guspini (CA)             |                     |
| S.P. Tharros                           | Oristano (CA)            |                     |

### Classifica finale
|  | Pos. | Squadra               | Pt | G  | V  | N | P  | GF | GS | DR  |
|  | ---- | --------------------- | -- | -- | -- | - | -- | -- | -- | --- |
|  | 1.   | Cagliari B            | 27 | 18 | 11 | 5 | 2  | 40 | 17 | +23 |
|  | 2.   | Montevecchio B        | 25 | 18 | 10 | 5 | 3  | 44 | 25 | +19 |
|  | 3.   | Carbosarda B          | 23 | 18 | 9  | 5 | 4  | 37 | 28 | +9  |
|  | 4.   | Tharros               | 21 | 18 | 10 | 1 | 7  | 51 | 36 | +15 |
|  | 5.   | Monteponi Iglesias B  | 20 | 18 | 8  | 4 | 6  | 30 | 23 | +7  |
|  | 6.   | Monreale Italpiombo B | 19 | 18 | 8  | 3 | 7  | 28 | 29 | -1  |
|  | 7.   | Ingurtosu             | 18 | 18 | 7  | 4 | 7  | 34 | 38 | -4  |
|  | 8.   | Electra               | 17 | 18 | 6  | 5 | 7  | 26 | 29 | -3  |
|  | 9.   | Monserrato            | 6  | 18 | 1  | 4 | 13 | 18 | 50 | -32 |
|  | 10.  | Aeronautica           | 4  | 18 | 1  | 2 | 15 | 22 | 55 | -33 |

Legenda:
      Ammesso alle finali regionali.
Regolamento:
Due punti a vittoria, uno a pareggio, zero a sconfitta.
Pari merito in caso di pari punti e spareggi in caso di pari punti in zona promozione e retrocessione.
Note:
L'Ingurtosu e l'Electra hanno rinunciato a partecipare alle finali.

## Fase finale

### Girone finale
|  | Pos. | Squadra       | Pt       | G | V | N | P | GF | GS | DR |
|  | ---- | ------------- | -------- | - | - | - | - | -- | -- | -- |
|  | 1.   | Ilvamaddalena | 4        | 4 | 2 | 0 | 2 | 7  | 5  | +2 |
|  | 1.   | Torres        | 4        | 4 | 2 | 0 | 2 | 8  | 7  | +1 |
|  | 1.   | Tharros       | 4        | 4 | 2 | 0 | 2 | 5  | 8  | -3 |
|  | --   | Argentiera    | Ritirato |   |   |   |   |    |    |    |

Legenda:
      Escluso dal campionato.
Regolamento:
Due punti a vittoria, uno a pareggio, zero a sconfitta.
Note:
Argentiera ritirata dal girone dopo la 1ª giornata e la sua gara annullata.

### Girone finale ripetizione
|  | Pos. | Squadra       | Pt | G | V | N | P | GF | GS | DR |
|  | ---- | ------------- | -- | - | - | - | - | -- | -- | -- |
|  | 1.   | Ilvamaddalena | 3  | 2 | 1 | 1 | 0 | 5  | 4  | +1 |
|  | 1.   | Tharros       | 3  | 2 | 1 | 1 | 0 | 7  | 5  | +2 |
|  | 3.   | Torres        | 0  | 2 | 0 | 0 | 2 | 5  | 8  | -3 |

Legenda:
      Promosso in Promozione 1950-1951.
Regolamento:
Due punti a vittoria, uno a pareggio, zero a sconfitta.
Note:
Ilva Maddalena promossa in Promozione 1950-1951, dopo partita spareggio.

### Spareggio promozione
|               | Risultati |         | Luogo e data            |  |
| ------------- | --------- | ------- | ----------------------- |  |
| Ilvamaddalena | 5-1       | Tharros | Cagliari, 2 giugno 1950 |  |
|               |           |         |                         |  |

### Giornali
- Archivio della Gazzetta dello Sport, anni 1949 e 1950, consultabile presso le Biblioteche:
  - Biblioteca Nazionale Braidense di Milano,
  - Biblioteca Nazionale Centrale di Firenze,
  - Biblioteca Nazionale Centrale di Roma,
  - Biblioteca Civica Berio di Genova,
  - e presso Emeroteca del C.O.N.I. di Roma (non è online ma è da consultare in sede).
- L'Unione Sarda, anni 1949 e 1950, consultabile online.